# Niżański
Niżański là một huyện thuộc tỉnh Podkarpackie của Ba Lan. Huyện có diện tích 786 km². Đến ngày 1 tháng 1 năm 2011, dân số của huyện là 66909 người và mật độ 85 người/km².